# بثينة معماري
بثينة معماري ممثلة ومؤدية صوت سورية.

## عن حياتها
لها العديد من الأعمال التلفزيونية وأيضا في مجال الدوبلاج وكما انه تعمل في مركز الزهرة للدوبلاج.

## أعمالها

### في المسرح
- سفر برلك 1994

### في الدوبلاج
- الماسة الزرقاء - رولا
- مغامرات حنين - حنين
- لحن الحياة - رهف
- سوبر ماريو (مسلسل كرتوني) - يوشي
- السباق الكبير - سوسن
- الولد العجيب - مؤنس
- مدينة النخيل - منار
- الرمية الملتهبة - ميسون

## روابط خارجية
- بثينة معماري على موقع قاعدة بيانات الأفلام العربية